# LGBT práva v Guineji-Bissau

Duhová mapa Guineji-Bissau

Lesby, gayové, bisexuálové a translidé (LGBT) se v Guineji-Bissau setkávají s právními komplikacemi neznámými pro většinové obyvatelstvo. Stejnopohlavní sexuální aktivita je zde sice legální, ale párům stejného pohlaví a domácnostem jim tvořených se nedostává stejné právní ochrany jako párům různého pohlaví.

## Zákony týkající se stejnopohlavní sexuální aktivity
Mužská i ženská stejnopohlavní sexuální aktivita je v Guineji-Bissau legální od r. 1993.
V prosinci 2008 se Guinea-Bissau stala jednou z 66 zemí, které podepsaly deklaraci OSN o lidských právech jiných sexuálních orientací a genderových identit, která se snaží o celosvětovou dekriminalizaci homosexuality a transgender.

## Stejnopohlavní soužití
Podle zprávy Ministerstva zahraničí Spojených států amerických z r. 2011 o lidských právech zdejší zákony uznávají pouze heterosexuální manželské páry coby nositele zvláštní ochrany ze strany státu.

## Adopce dětí
Podle údajů zjištěných na webových stránkách francouzské vlády smějí adoptovat děti manželské páry a jednotlivci. Neexistuje žádná zmínka o tom, že by příslušnost k LGBT minoritě byla důvodem k diskvalifikaci z řízení o osvojení.

## Životní podmínky
Z 19 zkoumaných afrických zemí byla Guinea-Bissau shledána jako jedna z nejvíc tolerantních k homosexualitě. 9 % domorodců řeklo, že je homosexuální chování morálně akceptovatelné, a 15 % jí nepovažuje za problém.
Zpráva Ministerstva zahraničí Spojených států amerických o lidských právech z r. 2012 shledává, že:
| „ | V zemi neexistují žádné zákony diskriminující jiné sexuální orientace. Anti-diskriminační legislativa však na lesby, gaye, bisexuály a translidi aplikovaná není. Nejsou však známy žádné případy násilí či jiných porušování lidských práv osob jiných sexuálních orientací nebo genderoých identit. Příslušníci LGBT komunity nejsou formálně nijak diskriminováni v zaměstnání, přístupu ke vzdělání a zdravotní péči. Nicméně pokud jde o bytovou politiku, konkrétně o bydlení státních úředníků, jsou heterosexuální manželské páry zvýhodňovány na úkor párů stejnopohlavních, které vládní směrnice považuji za single. Homosexualita je ve společnosti stále tabu, což znemožňuje veřejnou proklamaci jiné sexuální orientace. Pokud jde o stejnopohlavní soulož v soukromí, je podle statistiky Pew Research Center z r. 2010 zdejší společnost relativně tolerantní. | “ |

## Souhrnný přehled
| Legální stejnopohlavní styk                                                             | (1993) |
| Stejný věk legální způsobilosti k pohlavnímu styku pro obě orientace                    | (1993) |
| Anti-diskriminační zákony v zaměstnání                                                  | No     |
| Anti-diskriminační zákony v přístupu ke zboží a službám                                 | No     |
| Anti-diskriminační zákony v ostatních oblastech (homofobní urážky, zločiny z nenávisti) | No     |
| Stejnopohlavní manželství                                                               | No     |
| Jiná forma stejnopohlavního soužití                                                     | No     |
| Adopce dítěte partnera                                                                  | No     |
| Společná adopce dětí stejnopohlavními páry                                              | No     |
| Gayové a lesby smějí otevřeně sloužit v armádě                                          |        |
| Možnost změny pohlaví                                                                   |        |
| Přístup k umělému oplodnění pro lesbické ženy                                           | No     |
| Náhradní mateřství pro gay páry                                                         | No     |
| MSM smějí darovat krev                                                                  | No     |